# Нови водич
Нови водич (хол. De nieuwe Gids) био је холандски часопис. Први пут се појавио првог октобра 1885. године и био је до 1893. гласило књижевног правца Генерације осамдесетих. Након тога је часопис наставио да постоји све до 1943.

## Историја
Оснивачи, први уредници и власници Новог водича били су:
- Фредерик ван Еден (1860—1932)
- Франк ван дер Хус (1859—1939)
- Вилем Клос (1859—1938)
- Вилем Пап (1856—1923)
- Алберт Вервеј (1865—1937)

Млади писци и песници који су око 1880. године у Амстердаму основали читалачко друштво Фланор, били су незадоваљни тадашњом књижевном климом. Били су ужаснути романтичарима као што су Николас Бетс, Бернард тер Хар, Ј.Ј.Л. тен Кате и Елиза Лаурилард, код којих су религија и морал испававани као идеал. Водили су се мишљу „форма и садржај су једно”. Због тога што су се суочили са потешкоћама да објављују своја дела у постојећим часописима као што је Водич основали су 1885. сопствени часопис Нови Водич. Име часописа изабрано је како би указало на то да је за њих часопис Водич одбачен. Међутим, часопис Нови Водич није био само часопис песника и писаца. Поред књижевне обнове Генерације осамдесетих, у часопису су се такође нашла разматрања у вези науке, друштва и политике и одредила лице часописа.
Прво издање Новог Водича садржало је неколико поглавља из књиге Мали Јован Фредерика Ван Едена. Каснија издања садрже многе важне публикације као што су: цело издање Малог Јована, књига сонета Вилема Клоса Књига детета и Бога и прва књига Хермана Хортера Мај (фебруар 1889). Хенријета Роланд Холст дебитовала је 1893. са шест сонета. Натурализам је био главно полазиште.
Брзо је дошло до неслагања представника Генерације осамдесетих, посебно у оквиру редакције Новог Водича у вези питања уметничке, политичке и етичке природе. Аполитички Вилем Клос желео је да се држи тада већ неодрживе изреке „уметност ради уметности”, односно тога да је уметност „најиндивидуалнији израз најиндивидуалнијег осећања” Генерације осамдесетих. Вилем Пап је већ у оквиру прве године напустио редакцију. Лодевејк ван Дејсел и Франс Нетсер, који нису били чланови редакције, али су од самог почетка доприносили часопису, брзо су одступили. Вервеј је 1890. такође напустио часопис. Иако се Питер Лодевејк Так придружио редакцији, ипак је 1893. заједно са Ван Еденом, Ван дер Хусом учинио исто што и Вервеј. Тај тренутак, након само 8 година постојања, сматран је крајем Новог Водича, иако је он наставио да постоји и наредних 50 година. 1894. је песник Питер Тидеман неко време испуњавао функцију секретара редакције.

## Други нови водич
Након одласка других уредника, Вилем Клос је наставио са уређивањем часописа све до своје смрти 1938. Након тога је часопис постојао све до 1943, до половине Другог светског рата. Са оригиналним часописом није имао пуно сличности. Током година је Клос препустио вођство својој жени Жани Рејнеке ван Стув, која је била у редакцији од 1900. до 1908, а касније остала стални сарадник. Иако 30 година није званично била део редакције, имала је огроман утицај иза кулиса. То се приметило када је импулсивно објавила у Новом водичу огроман број расправа о романима (углавном написаних од стране женских аутора) и дечијим књигама.
Након Клосове смрти 1938. водила је редакцију заједно са новим власником, богатим, немачко осврнутим и антисемизским публицистом Алфредом Хаихтоном. Он је укључен у часопис од 1915. и већ је и раније улагао новац. Десет дана након Клосове смрти купио је Нови Водич за 5650 гилдена. Овим потезом је већ застрањен часопис упловио у национално-социјалистичке воде. Велики број аутора напустио је часопис рекавши како не желе да раде на часопису, „јер од ових промена очекују значајан фашистички утицај на руковођење Новим Водичем”. То су били Аугуста По, Јоанес Редингиус, П.Х. Ритер млађи, Бено Стоквис, Нико ван Сухтелен, Ј.Д. Биренс де Хан, Мауритс Декер, Самуел Хаудсмит и Вилем де Мероде.
Када је Хаихтон 1943. преминуо, дошло је до дефинитивног краја Новог водича. У том тренутку постојало је још 98 претплатника на часопис.